# Сборная Островов Кука по регбилиг
Сборная Островов Кука по регбилиг — регбилиг-сборная, представляющая государство Острова Кука в международных соревнованиях с 1986 года. Управляется Ассоциацией регбилиг Островов Кука, член Азиатско-Тихоокеанской конфедерации регбилиг. Занимает 31-е место в рейтинге Международной федерации регбилиг.

## История

### 1990-е годы
Участие Островов Кука в соревнованиях по регбилиг ограничивалось выступлениями в Тихоокеанском кубке по регбилиг с 1986 года и участии в матчах против любительских команд Великобритании. При этом значительная часть уроженцев Островов Кука успешно играла в Новой Зеландии, что говорило об отсутствии кадровых проблем с игроками в регбилиг. Дебют сборной состоялся на Турнире развивающихся сборных, в котором команда одержала победу, сокрушив сборные США, России и Шотландии в групповом этапе, а также победив Ирландию в финале.
В 1996 и 1997 годах сборная Островов Кука участвовала в турнире сборных — Мировой Суперлиге по регби-9 (вариант регбилиг) в разгар первенства Австралийской Суперлиги. Командой в 1996 году руководил играющий тренер новозеландец Мети Ноовао, в 1997 году — Пол Макгрил, и команде удалось в 1996 году завоевать Чашу. Команда провела несколько официальных встреч против сборных Океании — в октябре 1998 года она сыграла в турнире 50-летия на Папуа — Новой Гвинее. В 2000 году сборная дебютировала на чемпионате мира в Англии, но свела вничью матч против Ливана и проиграла Уэльсу и Новой Зеландии.

### 2000-е
В 2004 году сборная Островов Кука участвовала в соревновании Тихоокеанского хребта (англ. Pacific Rim Competition), выйдя в финал и победив команду сборной новозеландских маори 46:4. В 2005 году она совершила турне по Новой Зеландии, сыграв три тест-матча против маори, завершившихся вничью. Сборная Островов Кука участвовала в квалификации на чемпионат мира 2008 года, однако проиграла все три матча, не попав даже в утешительный турнир. В 2009 году команда вышла в финал Тихоокеанского Кубка, сокрушив Самоа и Фиджи, но уступив в финале Папуа — Новой Гвинее.

### 2010-е
Команда обеспечила себе автоматическую квалификацию на чемпионат мира 2013 года, где попала в группу D с командами Уэльса и США. Она потерпела поражение от американцев, но обыграла в группе валлийцев, совершив историческое достижение и одержав первую победу над командой первого яруса. Матч утешительного турнира против Тонга, однако, «куки» проиграли. В октябре 2015 года Острова Кука и Тонга снова сошлись в борьбе за поездку на чемпионат мира, и если в первом тайме Острова Кука ещё держались, то во втором тонганцы взяли своё и за последние 20 игровых минут набрали 16 очков, обеспечив себе победу.

## Состав

### Текущий
Игроки, вызванные на тест-матч против Папуа — Новой Гвинеи в мае 2017 года.
| Позиция    | Игрок                  | Клуб                 |
| ---------- | ---------------------- | -------------------- |
| Фуллбэк    | Чарнце Николл-Клокстад | Нью Зиленд Уорриорз  |
| Винг       | Джефф Даниэла          | Сент-Мэрис Сэйнтс    |
| Винг       | Ройбен Ренни           | Маунтис              |
| Центр      | Марата Ниукоре         | Парраматта Илс       |
| Центр      | Исан Марстерс          | Уэстс Тайгерс        |
| Файв-эйт   | Джонатон Форд          | Тулуз Олимпик        |
| Хавбек     | Айзек Джон             | Маунтис              |
| Проп       | Карн Дойл-Манга        | Туид Хэдз Сигалс     |
| Проп       | Мозес Ноовао-Макгрил   | Саншайн Кост Си Иглз |
| Проп       | Эзра Хоу               | Туид Хэдз Сигалс     |
| Проп       | Сэм Матаора            | Ньюкасл Найтс        |
| Проп       | Уити Бейкер            | Вестс Розеллас       |
| Хукер      | Аарон Теои             | Ньюкасл Тандер       |
| Секонд-роу | Алекс Гленн            | Брисбен Бронкоз      |
| Секонд-роу | Макахеси Макатоа       | Канберра Рэйдерс     |
| Секонд-роу | Ройбен Портер          | Сидней Рустерз       |
| Секонд-роу | Кобе Тараро            | Голд-Кост Тайтнз     |
| Лок        | Дэвид Манро            | Таунсвилль Блэкхоукс |

## Статистика выступлений на чемпионатах мира
| Чемпионат мира по регбилиг | Чемпионат мира по регбилиг | Чемпионат мира по регбилиг | Чемпионат мира по регбилиг | Чемпионат мира по регбилиг | Чемпионат мира по регбилиг | Чемпионат мира по регбилиг | Чемпионат мира по регбилиг | Чемпионат мира по регбилиг |
| Год                        | Результат                  | Место                      | И                          | В                          | Н                          | П                          | ОЗ                         | ОП                         |
| -------------------------- | -------------------------- | -------------------------- | -------------------------- | -------------------------- | -------------------------- | -------------------------- | -------------------------- | -------------------------- |
| 1954                       | Не участвовала             | Не участвовала             | Не участвовала             | Не участвовала             | Не участвовала             | Не участвовала             | Не участвовала             | Не участвовала             |
| 1957                       | Не участвовала             | Не участвовала             | Не участвовала             | Не участвовала             | Не участвовала             | Не участвовала             | Не участвовала             | Не участвовала             |
| 1960                       | Не участвовала             | Не участвовала             | Не участвовала             | Не участвовала             | Не участвовала             | Не участвовала             | Не участвовала             | Не участвовала             |
| 1968                       | Не участвовала             | Не участвовала             | Не участвовала             | Не участвовала             | Не участвовала             | Не участвовала             | Не участвовала             | Не участвовала             |
| 1970                       | Не участвовала             | Не участвовала             | Не участвовала             | Не участвовала             | Не участвовала             | Не участвовала             | Не участвовала             | Не участвовала             |
| 1972                       | Не участвовала             | Не участвовала             | Не участвовала             | Не участвовала             | Не участвовала             | Не участвовала             | Не участвовала             | Не участвовала             |
| 1975                       | Не участвовала             | Не участвовала             | Не участвовала             | Не участвовала             | Не участвовала             | Не участвовала             | Не участвовала             | Не участвовала             |
| 1977                       | Не участвовала             | Не участвовала             | Не участвовала             | Не участвовала             | Не участвовала             | Не участвовала             | Не участвовала             | Не участвовала             |
| 1985—88                    | Не участвовала             | Не участвовала             | Не участвовала             | Не участвовала             | Не участвовала             | Не участвовала             | Не участвовала             | Не участвовала             |
| 1989—92                    | Не участвовала             | Не участвовала             | Не участвовала             | Не участвовала             | Не участвовала             | Не участвовала             | Не участвовала             | Не участвовала             |
| 1995                       | Не прошла квалификацию     | Не прошла квалификацию     | Не прошла квалификацию     | Не прошла квалификацию     | Не прошла квалификацию     | Не прошла квалификацию     | Не прошла квалификацию     | Не прошла квалификацию     |
| 2000                       | Групповой этап             | 13-е место                 | 3                          | 0                          | 1                          | 2                          | 38                         | 144                        |
| 2008                       | Не прошла квалификацию     | Не прошла квалификацию     | Не прошла квалификацию     | Не прошла квалификацию     | Не прошла квалификацию     | Не прошла квалификацию     | Не прошла квалификацию     | Не прошла квалификацию     |
| 2013                       | Групповой этап             | 9-е место                  | 3                          | 1                          | 0                          | 2                          | 64                         | 78                         |
| 2017                       | Не прошла квалификацию     | Не прошла квалификацию     | Не прошла квалификацию     | Не прошла квалификацию     | Не прошла квалификацию     | Не прошла квалификацию     | Не прошла квалификацию     | Не прошла квалификацию     |
| Итого                      | -                          | -                          | 6                          | 1                          | 1                          | 4                          | 102                        | 222                        |